# Кільцеві автоперегони

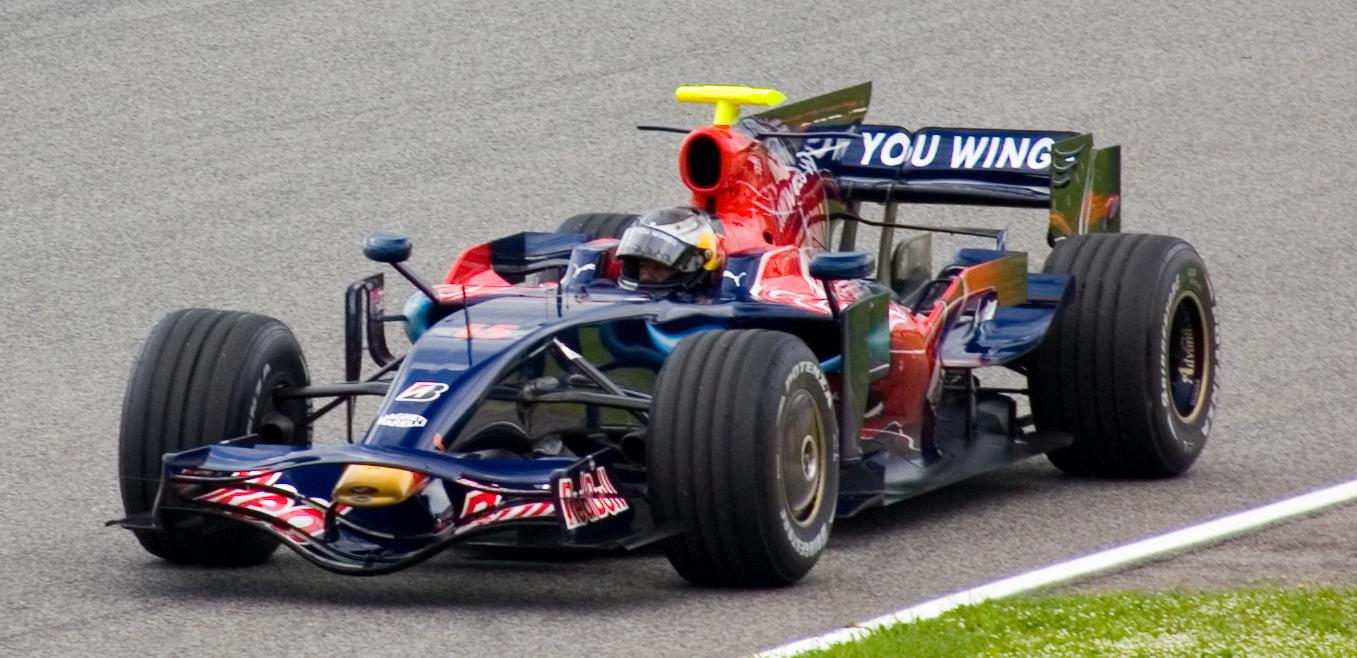
Себастьян Феттель на тестовій сесії етапу Формули 1 в Каталуньї. 2008 рік

Кільцеві́ автоперего́ни або кільцеві́ го́нки — змагання, що проводиться на замкнутій кільцевій трасі одночасно між двома і більше автомобілями на одному маршруті, в якому визначальним фактором є швидкість або відстань, пройдена за встановлений час.
Це офіційне визначення терміна кільцеві гонки подане в Національному Спортивному Кодексі ФАУ в редакції 2015 року.
Назву кільцеві гонки отримали тому, що траса перегонів має форму замкненої кривої. Спочатку це дійсно було кільце (овал), а згодом контури трас почали ускладнювати за рахунок введення в конфігурацію траси численних поворотів різних форм, які мають свої назви. Здебільшого кільцеві гонки відбуваються на спеціально побудованих для автоперегонів спортивних спорудах — гоночних трасах (синоніми: автодром, кільце). Іноді гоночна траса прокладається вулицями міст або складається з відрізків автошляхів загального користування.
Кільцеві перегони - один з найпопулярніших та найвидовищніших видів автоспорту, зокрема завдяки тому, що гоночні траси обладнані трибунами для глядачів, мають прості і зрозумілі правила, а також зручні для ведення телетрансляцій. Це спричинило до бурхливого розвитку цього виду автоперегонів і організації великої кількості міжнародних змагань, а також зросла кількість видів кільцевих гонок, до яких зокрема відносяться:
- Перегони на автомобілях з відкритими колесами:
  - Формула 1
  - А1 Гран прі
  - Формула 3000
  - Формула 3 та інші.

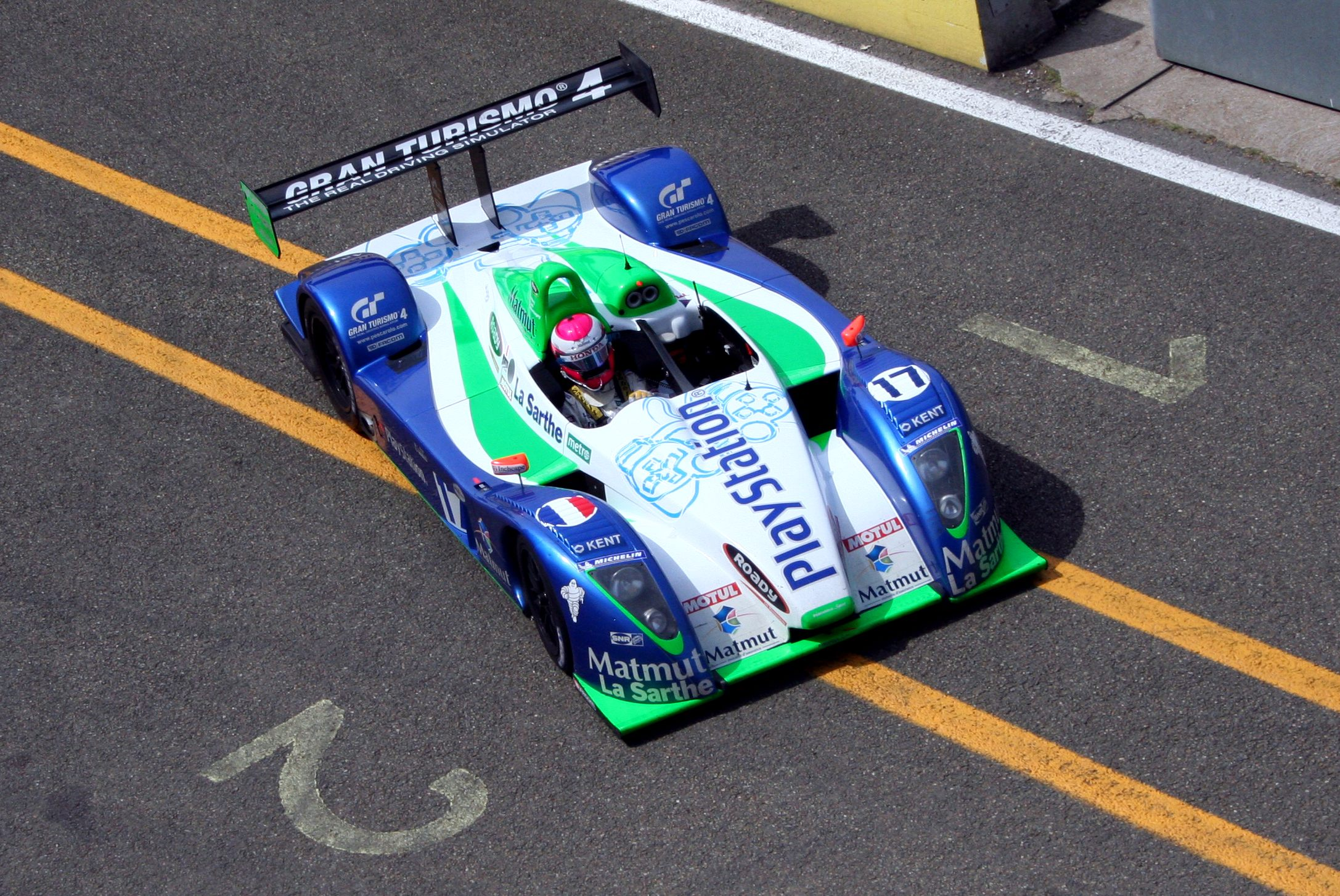
24 години Ле Мана. 2006

- Перегони турингових автомобілів (іноді вживається назва — кузовних автомобілів)
  - WTCC
  - ETCC
  - BTCC
  - FIA GT
  - NASCAR
  - DTM
  - ADAC Procar

а також численні національні чемпіонати з кільцевих перегонів.
До кільцевих перегонів також відносяться гонки на витривалість - багатогодинні (від 4-х до 24-х годин) кільцеві перегони, такі як:
- 24 години Ле Мана
- 24 години Нюрбургрингу
- 24 години Дайтони
- Серія VLN та інші